# Periodieke groep
In de groepentheorie, een deelgebied van de wiskunde, is een periodieke groep of torsiegroep een groep, waarin elk element een eindige orde heeft. Alle eindige groepen zijn periodiek, maar een periodieke groep is niet noodzakelijk eindig. Een periodieke groep is niet hetzelfde als een cyclische groep.
De exponent van een periodieke groep {\displaystyle G} is het kleinste gemene veelvoud, indien aanwezig, van de ordes van de elementen van {\displaystyle G}. Elke eindige groep heeft een exponent en deze is een deler van van het aantal elementen {\displaystyle |G|} van de groep.
Het probleem van Burnside is een klassiek probleem dat zich bezighoudt met de relatie tussen periodieke groepen en eindige groepen, dit slechts onder de veronderstelling dat {\displaystyle G} een eindig-gegenereerde groep is. De vraag is of het specificeren van een exponent eindigheid afdwingt. Het antwoord op deze vraag is in het algemeen 'nee'.
Voorbeelden van oneindige periodieke groepen zijn onder andere de additieve groep van de veeltermring over een eindig lichaam, en de factorgroep van de rationale getallen door de gehele getallen, evenals hun directe summanda, de Prüfer-groepen. Geen van deze voorbeelden heeft een eindige genererende verzameling. Expliciete voorbeelden van eindig gegenereerde oneindige periodieke groepen werden geconstrueerd door Golod, gebaseerd op de gezamenlijke werk met Sjafarevitsj, en door Aleshin en Grigorchuk die gebruikmaakten van automata.